# Psychologie communautaire
La psychologie communautaire est une discipline psychologique qui s'intéresse au développement social, à la santé des territoires et des individus dans leur environnement.
C'est une discipline qui se distingue de la psychologie clinique ou de la psychologie sociale. Elle cherche à promouvoir la justice sociale (l'équité sociale et sanitaire) et a ainsi une visée politique.
C’est donc une discipline humaniste, centrée sur les intérêts des communautés en leur reconnaissant une expertise sur les problématiques qui touchent celles-ci, et en reconnaissant leurs compétences et aptitudes à élaborer et mettre en œuvre les pistes de solution (dynamique d’empowerment) (le pouvoir-faire ou promotion des compétences et des ressources).
La traduction française « communautaire » est ambiguë : caractérisant l'aspect territorial de l'action communautaire, elle peut aussi s'entendre en son sens sociologique (communautarisme).
Elle plonge ses racines dans différents mouvements : les mouvements sociaux des années 1960 (mouvement pour les droits civiques, mouvement des femmes…), la conscientisation (Paolo Freire) et le mouvement pour la reconnaissance des droits des personnes vivant avec un trouble psychique (psychiatrie communautaire).
Les applications actuelles de la discipline se situent dans le champ de la recherche-action, où professionnels et usagers, dans une relation de collaboration, définissent les besoins de la communauté et les ressources à disposition. L'accent est mis sur l'empowerment et non sur la réduction des risques ou des souffrances. En agissant au plus près du lieu de vie des populations avec lesquelles ils travaillent (selon l'approche écologique que Bronfenbrenner a proposée en 1979), les psychologues communautaires peuvent contribuer au développement des pratiques de promotion de la santé mentale.
Habituellement, deux courants dans la psychologie communautaire sont distingués et incluent un courant proche de la psychologie critique (inspirée notamment de Michel Foucault), implanté notamment dans les universités d'Europe du Nord et apportant un éclairage critique sur la justice sociale dans les sociétés occidentales, et un courant proche de la promotion de la santé, plus proche du champ sanitaire, développant des programmes et actions destinés à des individus et à des territoires, reposant sur une conception intermédiaire entre santé publique et santé communautaire.
Mais dans ces deux courants, on peut se poser la question de savoir quelle légitimité les usagers accordent aux professionnels supposés leur venir en aide. On est alors amené à se poser la question de leur autodétermination. L’autodétermination, concept proche de celui d'empowerment, suppose une réflexion sur le caractère parfois « curatif » des approches communautaires. De nombreuses démarches bottom-up  sont ainsi initiées par une volonté professionnelle top-down. Comment alors promouvoir des initiatives bottom-up, nées de l’émergence d’une dynamique communautaire et spontanée ? Ce questionnement peut être étayé par des recherches portant sur des personnes sujettes à des formes de discriminations, rendant leur empowerment peu audible, et en regard sur la résilience communautaire qu’est l’auto-support .

## Organisations nationales et internationales
- l'Association Française de Psychologie Communautaire, existe depuis 2006.
- l'Association Européenne de Psychologie Communautaire, plus ancienne, réunit un congrès bisannuel, la dernière édition ayant eu lieu à Paris, en octobre 2009 ()
- l'Association Américaine de Psychologie Communautaire est appelée Society for Community Research and Action (SCRA) et constitue la 27e section de l'APA.
- La Société Canadienne de Psychologie – Section Psychologie Communautaire[2].
- Le Réseau latino-américain de formation en psychologie communautaire[3].